# Greetings from L.A.
Después de la pobre acogida de Starsailor, Buckley espero un tiempo antes de grabar Greetings from L.A. Durante ese tiempo, introdujo nuevos estilos e influencias en su repertorio como el jazz o el funk y junto con Larry Beckett comenzó a tocar con otros músicos que pudieran llenarle musicalmente. 
El resultado de todo esto fue un disco colmado de pasión y de talento en el que Buckley deja atrás el folk para lanzarse a nuevos estilos, algo que sin embargo no encajaba con la imagen de trovador de Buckley.
El primer sonido que indica que Buckley rompió con su pasado es el piano desenfrenado de Move with me, la pista introductoria al álbum, una descarriada mezcla de trompetas, coros y la potente voz de Buckley, pero cuyo música no es tan potente como su sexual letra que describe un encuentro amoroso
que solo es superado por el get on top, un desenfrenado crujir de camas mezclado con la orgía sexual de la letra y la musical que impera en el disco.
La lujuria queda patente en Nightwakin´ y en Devil eyes, donde unos teclados causan el clímax del álbum.

## Listado de canciones
Todas las canciones escritas y compuestas por Tim Buckley. 
| N.º | Título            | Duración |  |
| 1.  | «Move with me»    | 4:53     |  |
| 2.  | «Get on top»      | 6:33     |  |
| 3.  | «Sweet surrender» | 6:47     |  |
| 4.  | «nightwakin´»     | 3:21     |  |
| 5.  | «Devil Eyes»      | 6:50     |  |
| 6.  | «Hong Kong bar»   | 7:08     |  |
| 7.  | «Make it right»   | 4:07     |  |

## Portada
En la portada podemos observar una posta de Los Ángeles y detrás una botella de gas, que simboliza según Buckley que se encontraba bajo una atmósfera enrarecida en la que había mucha actividad musical, un claro reflejo de las ganas que el cantante tenía de volver a lo más alto.
- Datos: Q632197